# Andrònic Ducas (fill de Joan Ducas)
Andrònic Ducas, en grec medieval Ανδρόνικος Δούκας, mort l'any 1077, va ser un noble de l'Imperi Romà d'Orient que formava part de la dinastia Ducas, família que va governar l'Imperi del 1059 al 1078.

## Biografia
Andrònic Ducas era fill del cèsar Joan Ducas i d'Irene Pegonitissa. Joan Ducas era germà de l'emperador Constantí X Ducas. Andrònic va tenir el càrrec de domèstic de les escoles, un alt grau militar. És conegut per la seva participació a la batalla de Mantziciert, on els grecs, dirigits per l'emperador Romà IV Diògenes es van enfrontar als seljúcides del Soldanat de Rum. L'exèrcit imperial va ser aparatosament derrotat. Andrònic Ducas, comandant de la rereguarda, va intentar socórrer les forces principals de l'exèrcit de Romà, que estava encerclat, però no va poder fer gaire cosa.
Algunes fonts diuen, i segurament és probable, que Andrònic deliberadament no ajudés Romà IV, car era un emperador que venia del sector militar i no pertanyia a la família regnant, i s'havia apoderat del tron que li corresponia al seu fillastre Miquel VII Ducas. També podria ser possible que Andrònic es decantés pels seljúcides, traïnt l'imperi per motius polítics i personals durant la batalla.
Romà IV Diògenes va ser capturat pels seljúcides, i després de pagar un rescat va ser alliberat. Mentrestant, ja s'havia coronat com a nou emperador Miquel VII Ducas. Romà va intentar recuperar el poder, però Andrònic Ducas i el seu germà Constantí Ducas van enfrontar-se a l'emperador deposat i el van vèncer. El van cegar i va morir una mica més tard de les ferides causades.
Andrònic fou capturat juntament amb el seu pare en la batalla del pont de Zompe.

## Família
Andrònic Ducas es va casar amb Maria de Bulgària, amb qui va tenir almenys set fills:
- Miquel Ducas, almirall de la flota d'Aleix I Comnè.
- Constantí Ducas, sebast
- Esteve Ducas, sebast
- Joan Ducas, megaduc
- Irene Ducena, casada amb Aleix I Comnè
- Anna Ducena, casada amb Jordi Paleòleg
- Teodora Ducena, que es va fer monja.[2]